# Tête des Perches
La tête des Perches ou tête des Bers est un sommet granitique du massif des Vosges culminant à 1 222 mètres d'altitude, à la limite entre les départements du Haut-Rhin et des Vosges, en France.

## Toponymie

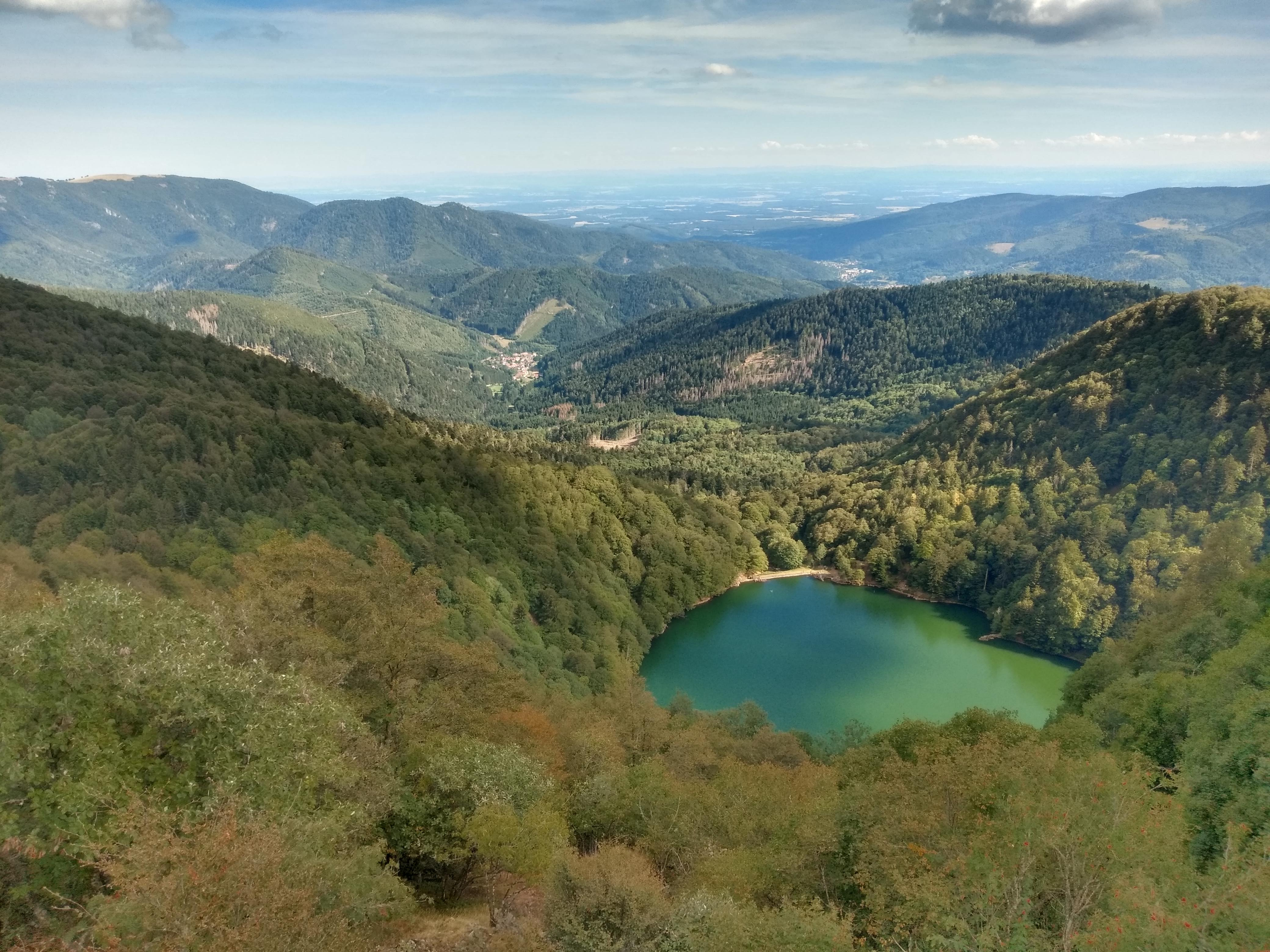
Vue du lac des Perches depuis la tête des Perches. Au second plan, la commune de Rimbach-près-Masevaux.

Tout comme celui de lac des Perches, le toponyme tête des Perches est issu du vocable malentendu Bers qui désigne à l'origine trois chaumes en forme de berceau (gallo-romain Bersa) : la Basse Bers, la Moyenne Bers et la Haute Bers. Ce sommet à trois faces dont une concave ou échancrée, surplombant le lac, se trouve dans le massif des Bers. Tête signale autant un sommet remarquable que la montagne de l'extrémité septentrionale du massif des Bers.
En alsacien, la montagne se nomme Sternseekopf (« tête du lac de l'étoile »), son sommet parfois simplement Seehorn. Les graphies alsaciennes médiévales livrent un attachement au lac sous-jacent : en 1220 Seefelsen (« rochers du lac »), en 1550 Ternenseekopf, enfin Terenseekopf ou Ternenseekopf en 1731.

## Géographie

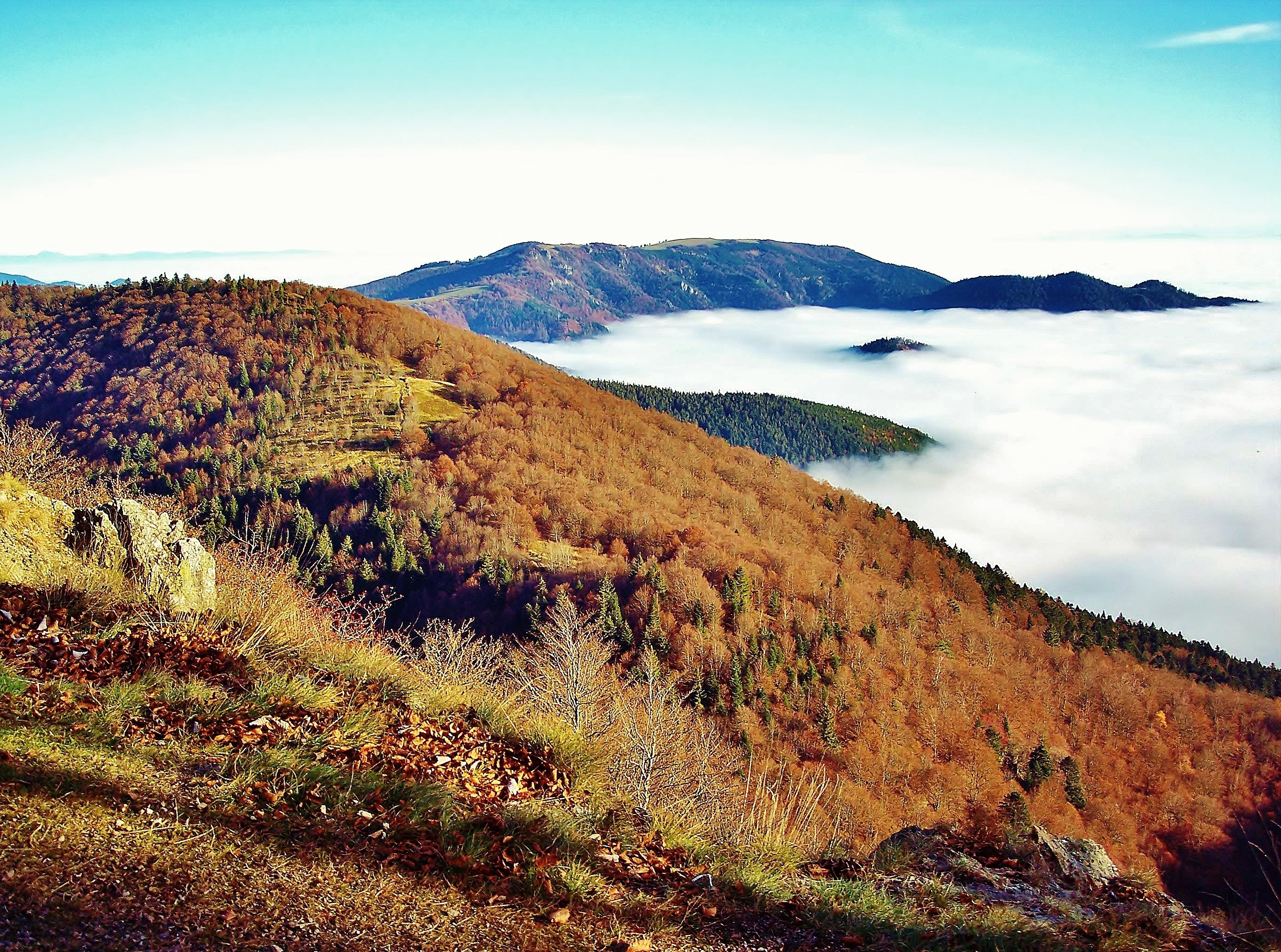
Vue depuis la tête des Perches du massif du Rossberg.

La tête des Perches est située à la limite entre les Vosges au nord et le Haut-Rhin au sud. Ce sommet dissymétrique verrouille côté alsacien les hauts bassins versants :
- de la Doller au sud (ruisseau du Seebach issu du lac des Perches) ;
- de la Thur au nord-est ;
- du Vert Gazon à l'est ;
- du ruisseau des Charbonniers à l'ouest (petit affluent de la Moselle).

Il présente au sud-est une pente raide de plus de 130 mètres vers le lac des Perches niché dans son flanc rocheux.
Son sommet offre un magnifique belvédère sur les Vosges, la plaine d'Alsace, la Forêt-Noire, le Jura, les Alpes bernoises par beau temps...
La tête des Bers est une zone de contact entre deux types de roches d'âges primaires. Les failles ont favorisé le creusement du cirque glaciaire du lac homonyme. Les granites des ballons, d'âge carbonifère qui appartiennent à la chaîne varisque, bien visibles sur les parois de la Haute Bers, du lac des Perches ou de Neuweiher, laissent la place à l'est de la tête des Bers aux roches du Viséen inférieur, grauwackes métamorphisés et schistes d'origine volcanique de la série d'Oderen[réf. nécessaire].
Le long de la ligne de crête allant du ballon d'Alsace au Rossberg, ce petit sommet voisine au sud-ouest avec la Haute Bers, un peu plus haute, et au nord-ouest avec la tête du Rouge-Gazon. À l'est, au-delà du col des Perches apparaît le Rimbachkopf qui souligne la ligne de crête secondaire se terminant au Rossberg.
La montagne est aisément accessible par la route depuis le Rouge Gazon (1 090 mètres), puis par le pré dominant l'hôtel.